# Fabril Athletic Club
Fabril Athletic Club foi uma agremiação esportiva da cidade de São Luís.

## História
O Fabril Athletic Club (FAC) foi fundado oficialmente em 27 de outubro de 1907. O clube foi o primeiro time de futebol do estado do Maranhão. Essa equipe foi criada por Joaquim Moreira "Nhozinho" Alves dos Santos, primeira pessoa a trazer o futebol ao Maranhão, depois de fazer faculdade em Londres.
O clube foi extinto em 1914 e ressurge em 1916 sob o nome de Football Athletic Club. Eles possuíam o mesmo apelido e escudo similar, porém são considerados times distintos.